# Amazed
Amazed ist ein Country-Song der US-amerikanischen Band Lonestar aus dem Jahr 1999. Er erschien auf dem Album Lonely Grill, wurde als Single ausgekoppelt und ein Nummer-eins-Hit sowohl in den Billboard Hot 100 als auch in den Country-Charts.

## Entstehung und Veröffentlichung
Das Lied wurde von Marv Green, Chris Lindsey und Aimee Mayo geschrieben. Für die Produktion zeichneten Dann Huff, Nick Stewart und Brian Tankersley verantwortlich. Zum Entstehungszeitpunkt hatten Lindsey und Mayo begonnen, miteinander auszugehen und sich von ihrer Beziehung zu dem Stück inspirieren lassen. Mayo sagte: „Unsere Gefühle füreinander kamen gerade erst zum Vorschein, als wir [den Song] schrieben.“ Die Strophen sind in der Tonart As-Dur, der Vorchor in der Tonart H-Dur und der Refrain in der Tonart Des-Dur, mit einem Stimmumfang von F3 bis A♭4 gesetzt.
Die Erstveröffentlichung von Amazed erfolgte am 22. März 1999 als Airplay, bevor es am 17. Mai 1999 als Single bei BNA Records herausgegeben wurde (Katalognummer: 07863-65957-2). Am 1. Juni desselben Jahres erschien das Lied als Teil von Lonestars drittem Studioalbum Lonely Grill (Katalognummer: 07863-67762-2).

## Rezeption
Eine Kritik in der Musikzeitschrift Billboard war überwiegend positiv und lobte Richie McDonalds Leadgesang dafür, dass er die „Zärtlichkeit und das Staunen, die man in einer liebevollen Beziehung empfindet, perfekt vermittelt“, schrieb aber auch, dass einige der Texte ein wenig zu klischeehaft seien.

## Kommerzieller Erfolg

### Chartplatzierungen
| ChartsChartplatzierungen       | Höchstplatzierung | Wochen |
| ------------------------------ | ----------------- | ------ |
| Deutschland (GfK)              | 91 (5 Wo.)        | 5      |
| Vereinigte Staaten (Billboard) | 1 (55 Wo.)        | 55     |
| Vereinigtes Königreich (OCC)   | 21 (26 Wo.)       | 26     |

| ChartsJahrescharts (2000)      | Platzierung |
| ------------------------------ | ----------- |
| Vereinigte Staaten (Billboard) | 8           |

### Auszeichnungen für Musikverkäufe
| Land/Region               | Auszeichnungen für Musikverkäufe (Land/Region, Auszeichnung, Verkäufe) | Verkäufe  |
| ------------------------- | ---------------------------------------------------------------------- | --------- |
| Australien (ARIA)         | Gold                                                                   | 35.000    |
| Neuseeland (RMNZ)         | Platin                                                                 | 30.000    |
| Vereinigte Staaten (RIAA) | Gold (Physisch) · + Gold (Digital) · + Gold (Mastertone)               | 1.500.000 |
| Insgesamt                 | 4× Gold · 1× Platin ·                                                  | 1.565.000 |

## Coverversionen
- 2000: Trademark (Album: Only Love)[2]
- 2001: Johnny Logan (Album: Reach for Me)[2]
- 2002: Nino de Angelo – Alles was ich will, bist du (Album: Solange man liebt…)[2]
- 2002: Bonnie Tyler feat. Prager Philharmoniker (Album: Heart Strings)[2]
- 2006: Duncan James (Album: Future Past)[2]
- 2008: Fady Maalouf (Album: Blessed)[2]
- 2009: Boyz II Men (Album: Love)[2]